# Indivíduo com elevado patrimônio líquido
Indivíduo com elevado patrimônio líquido (em inglês: High-net-worth individual) (HNWI) é um termo usado por alguns segmentos do setor de serviços financeiros para designar pessoas cuja riqueza investível (ativos como ações e títulos) excede um determinado valor. Normalmente, esses indivíduos são definidos como detentores de ativos financeiros (excluindo sua residência principal) com um valor superior a um milhão de dólares.
"Indivíduos de patrimônio líquido muito alto" ("Very-HNWI") (VHNWI) pode se referir a alguém com um patrimônio líquido de pelo menos cinco milhões de dólares.
Os Capgemini e Merrill Lynch World Wealth Report 2006 definem uma classe adicional de indivíduos de valor útil ultra elevado (UHNWIs), aqueles com trinta milhões em ativos financeiros líquidos ou com renda disponível superior a vinte milhões de dólares.
No final de 2018, estimava-se que houvesse pouco mais de quatorze milhões de HNWIs no mundo. Os Estados Unidos tinham o maior número de HNWIs (4.900.000) de qualquer país, enquanto Nova Iorque tinha o maior número de HNWIs (377.000) entre as cidades.

## Estados Unidos: Regulações SEC
A Comissão de Valores Mobiliários dos Estados Unidos exige que todos os consultores de investimentos registrados na SEC arquivem periodicamente um relatório conhecido como Formulário ADV. O formulário ADV exige que cada consultor de investimentos indique quantos de seus clientes são "indivíduos de alto patrimônio líquido", entre outros detalhes; seu Glossário de Termos explica que um "indivíduo de alto patrimônio líquido" é uma pessoa com pelo menos um milhão de dólares gerido pelo consultor de investimentos que relata, ou cujo patrimônio líquido o consultor de investimentos acredita razoavelmente exceder dois milhões de dólares (ou que é um "comprador qualificado", conforme definido na seção 2(a)(51)(A) da Lei das Sociedades de Investimento de 1940). O patrimônio líquido de um indivíduo para fins da SEC pode incluir ativos mantidos em conjunto com seu cônjuge. Diferentemente das definições usadas no comércio financeiro e bancário; a definição de HNWI da SEC incluiria o valor dos ativos não financeiros verificáveis de uma pessoa, como residência principal ou coleção de arte.[carece de fontes?]

## Annual World Wealth Report
O World Wealth Report foi co-publicado por Merrill Lynch e Capgemini, anteriormente conhecido como Cap Gemini Ernst & Young, que trabalhavam juntos desde c. 1993, investigando as "necessidades de indivíduos de alto patrimônio líquido (HNWIs são indivíduos com mais de um milhão de dólares em ativos, exceto a residência principal)", a fim de "atender com sucesso esse segmento de mercado". Seu primeiro Relatório Anual da Riqueza Mundial foi publicado em 1996. O Relatório da Riqueza Mundial define HNWIs como aqueles que possuem pelo menos um milhão de dólares em ativos excluindo residência primária e ultra-HNWIs como aqueles que possuem pelo menos trinta milhões de dólares em ativos excluindo residência primária. O relatório afirma que em 2008 havia 8,6 milhões de HNWIs em todo o mundo, um declínio de 14,9% em relação a 2007. A riqueza total do HNWI no mundo totalizou 32,8 trilhões de dólares, uma queda de 19,5% em relação a 2007. Os ultra-HNWIs sofreram a maior perda, perdendo 24,6% no tamanho da população e 23,9% na riqueza acumulada. O relatório revisou suas projeções de 2007 de que a riqueza financeira do HNWI chegaria a 59,1 trilhões de dólares em 2012 e a revisou para baixo para uma riqueza do HNWI de 2013 avaliada em 48,5 trilhões de dólares, avançando a uma taxa anual de 8,1%.
O Relatório Mundial da Riqueza de 2018 foi produzido em conjunto pela Capgemini e pela RBC Wealth Management e incluiu, pela primeira vez, a Pesquisa Global HNW Insights, realizada em colaboração com a Scorpio Partnership. A pesquisa inaugural representou uma das maiores e mais aprofundadas pesquisas com indivíduos de alto patrimônio líquido já realizadas, pesquisando mais de 4.400 HNWIs em 21 grandes mercados de riqueza da América do Norte, América Latina, Europa, Ásia-Pacífico, Oriente Médio, e África.
| Distribuição de riqueza HNWI (por região) | Distribuição de riqueza HNWI (por região) | Distribuição de riqueza HNWI (por região) |
| Região                                    | População de HNWI                         | Riqueza de HNWI                           |
| ----------------------------------------- | ----------------------------------------- | ----------------------------------------- |
| Mundo                                     | 17 milhões                                | US$ 46,2 trilhões                         |
| Ásia-Pacífico                             | 6,07 milhões                              | US$ 20,56 trilhões                        |
| América do Norte                          | 5,68 milhões                              | US$ 19,58 trilhões                        |
| Europa                                    | 4,80 milhões                              | US$ 15,35 trilhões                        |
| Médio Oriente                             | 0,69 milhão                               | US$ 2,59 trilhões                         |
| América latina                            | 0,61 milhão                               | US$ 8,43 trilhões                         |
| África                                    | 0,17 milhão                               | US$ 1,58 trilhão                          |